# Chloor (element)
Chloor is een scheikundig element met symbool Cl en atoomnummer 17. Het behoort tot de groep van de halogenen. Chloor komt bij kamertemperatuur voor als een geelgroen en zeer giftig gas dichloor (Cl2).

## Ontdekking
Chloor is in 1774 door Carl Scheele ontdekt, maar hij besefte niet dat het een element was. Hij vermoedde dat het een verbinding van zuurstof was.
In 1810 kwam Humphry Davy tot die gevolgtrekking toen bij het oplossen van metalen in 'geoxideerd zoutzuur' eenvoudige zouten ontstaan. Hij bedacht de naam 'chloor', van het Griekse woord χλωρος (chloros, geelgroen). In 1823 ontdekte Michael Faraday hoe chloor vloeibaar gemaakt kon worden.

## Eigenschappen
Chloor is een gas dat makkelijk zouten vormt (halogeen); chloorgas komt door zijn hoge reactiviteit niet in de atmosfeer voor.

## Productie
Op industriële schaal wordt chloor gemaakt door elektrolyse van een zoutoplossing.
{\displaystyle {\ce {2NaCl + 2H2O -> 2NaOH + Cl2 + H2}}}
Op laboratoriumschaal kan chloor bereid worden uit zoutzuur en mangaan(IV)oxide
{\displaystyle {\ce {4HCl + MnO2 -> MnCl2 + 2H2O + Cl2}}}

## Toepassingen
Verbindingen van chloor in de oxidatietoestand +1 of hoger, zoals in natriumhypochloriet, worden veel gebruikt bij het zuiveren van water, en als ontsmettingsmiddel. Daarnaast is chloorgas een veelgebruikte grondstof in de chemische industrie voor de productie van een breed scala aan producten. Enkele toepassingen van chloor en zijn verbindingen zijn:
- Natriumhypochloriet, of als oplossing bleekloog, bleekwater of eau de javel, in het dagelijks leven vaak "chloor" genoemd, wordt gebruikt voor:
  - het doden van schadelijke bacteriën. De stof is opgenomen in de lijst van essentiële geneesmiddelen van de WHO.
  - het zuiveren van kraan- en zwembadwater
  - voor het bleken van papier[1]
- Insecticiden, verf, petroleumindustrie, kunststof, geneesmiddelen, textiel en zeer veel (andere) consumentenproducten
- Kaliumchloraat (KClO3) en kaliumperchloraat (KClO4) of andere chloraten en perchloraten zijn goede oxidatoren en worden daarom dikwijls in de pyrotechniek gebruikt
- In de organische chemie worden chloorverbindingen veel toegepast als oxidator en in substitutiereacties
- Keukenzout of natriumchloride (NaCl) wordt gebruikt als smaakmaker in de keuken
- Zoutzuur, een oplossing van waterstofchloride (HCl) in water
- Polyvinylchloride (pvc), zoals in vloerzeil en (vroeger) lp's
- Mosterdgas, een giftige chloorverbinding

### Chemisch wapen
Chloorgas is in de Eerste Wereldoorlog in 1915 door de Duitse troepen voor het eerst als strijdgas ingezet in Ieper. Het is tijdens die oorlog regelmatig gebruikt. Het gas is zwaarder dan lucht, vult de loopgraven en vernietigt de longen. De MAC-waarde is 1,5 mg/m³.
Chloorgas tast de slijmvliezen aan, dus ook de luchtwegen en de longen. Bij ernstige aantasting ervan treedt verstikking op door het opzwellen van de slijmvliezen. De opvolger van chloorgas (in juli 1917) was mosterdgas.
Nog steeds wordt chloorgas gebruikt als chemisch wapen. De Tamil Tijgers hebben het ingezet tegen het Sri Lankaanse regeringsleger. Chloor is immers zeer eenvoudig verkrijgbaar wegens zijn vele toepassingen, en kan anders gemakkelijk door elektrolyse van keukenzout (natriumchloride) worden bereid (in een goed ingerichte elektrolysecel worden geen bijproducten gevormd als chloraten of hypochlorieten).

## Opmerkelijke eigenschappen
Chloor is een halogeen; er ontbreekt één elektron in de buitenste schil. Het diatomaire gas is daarom een sterke oxidator, en is zelfs een sterkere oxidator dan dizuurstof. Chloor reageert met vrijwel elk ander element en is daarom een zeer makkelijke zoutvormer. Daarom is de chloorchemie een belangrijke tak van de industrie. In water van 10 °C lost chloor goed op.

## Verschijning
In vrije vorm wordt chloor niet op aarde aangetroffen. In verbindingen zoals keukenzout komt het echter in ruime mate voor. Andere belangrijke chloorbronnen zijn de mineralen cornalliet en sylviet waar het element op grote schaal uit wordt gewonnen met behulp van elektrolyse.

## Isotopen
| Stabielste isotopen | Stabielste isotopen | Stabielste isotopen      | Stabielste isotopen      | Stabielste isotopen      | Stabielste isotopen      |
| Iso                 | RA (%)              | Halveringstijd           | VV                       | VE (MeV)                 | VP                       |
| ------------------- | ------------------- | ------------------------ | ------------------------ | ------------------------ | ------------------------ |
| 35Cl                | 75,77               | stabiel met 18 neutronen | stabiel met 18 neutronen | stabiel met 18 neutronen | stabiel met 18 neutronen |
| 36Cl                | syn                 | 3,01 × 105 j             | β−                       | 10,413                   | 36Ar                     |
| 37Cl                | 24,23               | stabiel met 20 neutronen | stabiel met 20 neutronen | stabiel met 20 neutronen | stabiel met 20 neutronen |

Chloor wordt op aarde als twee stabiele isotopen aangetroffen met massagetal 35 en 37 in een verhouding van ongeveer 3:1. Daarnaast komt het radioactieve chloor-36 voor met een halveringstijd van 3,01 × 105 jaar. Deze isotoop wordt in de atmosfeer geproduceerd uit argon-36 als gevolg van kosmische straling. Op kunstmatige basis kunnen in totaal negen chloorisotopen worden geproduceerd, maar geen van alle heeft een lange halveringstijd.

## Toxicologie en veiligheid
Gasvormig chloor is irriterend aan ogen en luchtwegen en kan brandwonden veroorzaken op de huid. Bij een concentratie van slechts 3,5 ppm is chloor al te herkennen aan de geur; chloor kan acuut dodelijk zijn bij 1000 ppm, maar langdurige blootstelling (40 uur per week) moet niet hoger zijn dan 0,5 ppm.
Diatomair chloorgas vervalt door een fotolytische initiatiereactie tot chloorradicalen. Daglicht is genoeg om deze reactie in gang te zetten (zie bijv. chloorknalgas). Het gevaar van deze radicalen is dat ze uiterst reactief zijn en verbindingen aan kunnen gaan met organische stoffen. Een persoon die in contact komt met deze radicalen zou zodoende geperchloreerd worden en allerlei onnatuurlijke chloorverbindingen in bijvoorbeeld zijn huid, longen en ogen krijgen.
Bij het mengen van chloor met urine, ammoniak of basische schoonmaakmiddelen kunnen zich giftige mengsels vormen van chloorgas en stikstoftrichloride. Daarom moeten deze combinaties vermeden worden.
Sommige chloorverbindingen, zoals de zouten natriumchloride (keukenzout) en ammoniumchloride (salmiak), zijn echter veel minder giftig dan elementair chloor. Dit komt doordat in zouten chloor voorkomt in oxidatietoestand −1.

## Chloorchemie
Chloor is van de elementen behoudens zuurstof en fluor het meest elektronegatieve element en treedt daarom meestal op als oxidator. Met metalen worden meestal ionaire chloriden (met het ion Cl−) gevormd (bijvoorbeeld natriumchloride), met niet-metalen worden eerder covalente chloriden gevormd (bijvoorbeeld fosfortrichloride). Ook organische chloorverbindingen zijn covalent.